# On a Wing and a Prayer
On a Wing and a Prayer è il settimo album in studio del cantautore scozzese Gerry Rafferty, pubblicato nel dicembre 1992.

## Tracce
1. Time's Caught Up on You
2. I See Red
3. It's Easy to Talk
4. I Could Be Wrong
5. Don't Speak of My Heart
6. Get Out of My Life Woman
7. Don't Give Up on Me
8. Hang On
9. Love and Affection
10. Does He Know What He's Taken On
11. The Light of Love
12. Life Goes On